# Waukesha County
Waukesha County är ett administrativt område i delstaten Wisconsin, USA. År 2010 hade county 389 891 invånare. Den administrativa huvudorten (county seat) är Waukesha. 

## Geografi
Enligt United States Census Bureau har countyt en total area på 1 503 km². 1 438 km² av den arean är land och 65 km² är vatten.

### Angränsande countyn
- Washington County - nord
- Ozaukee County - nordost
- Milwaukee County - öst
- Racine County - sydost
- Walworth County - sydväst
- Jefferson County - väst
- Dodge County - nordväst